# 509 f.Kr.
| 509 f.Kr.          |
| ------------------ |
| Dødsfald - Fødsler |

Se også 509 (tal)

## Begivenheder
- Republikken indføres i Rom, og erstatter monarkiet.